# لیگ دسته اول فوتبال جزایر فارو
لیگ دسته اول فوتبال جزایر فارو (انگلیسی: 1. deild) دومین لیگ معتبر فوتبال در کشور جزایر فارو است که در سال ۱۹۴۳ بنیان‌گذاری شده و زیر نظر اتحادیه فوتبال جزایر فارو برگزار می‌شود.